# Liparis brassii
Liparis brassii är en orkidéart som beskrevs av Paul Ormerod. Liparis brassii ingår i släktet gulyxnen, och familjen orkidéer.
Artens utbredningsområde är Papua Nya Guinea. Inga underarter finns listade i Catalogue of Life.